# Zieleńce (Ukraina)

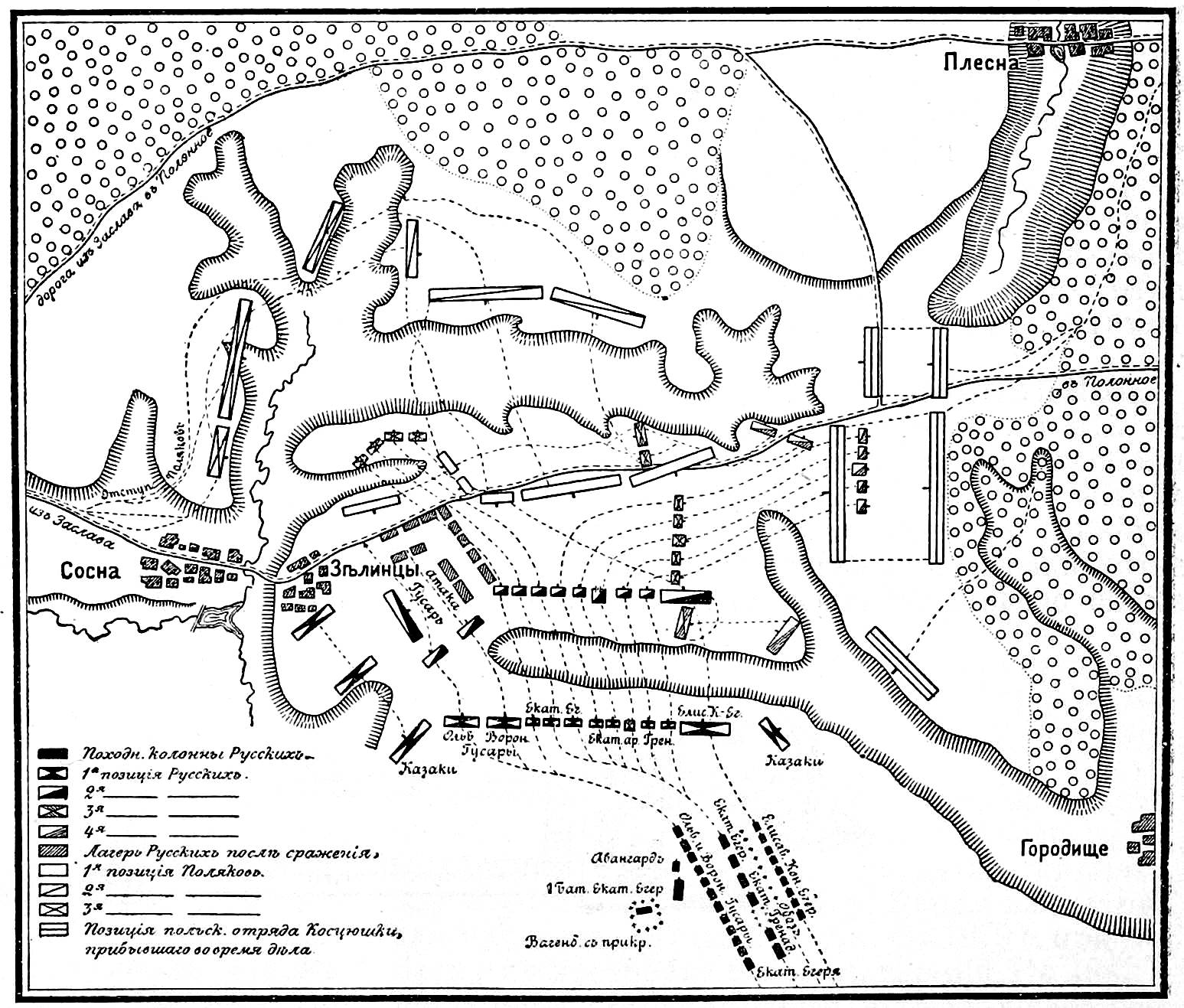
Bitwa pod Zieleńcami: schemat ustawienia wojsk polskich i rosyjskich między Zieleńcami a Horodyszczem wg „Wojennej encykłopiedii” I.D. Sytina (1912-1913).

Zieleńce (ukr. Жилинці, Żyłynci) – wieś na Ukrainie, w obwodzie chmielnickim, w rejonie szepetowskim, w hromadzie Szepetówka.

## Geografia
Leżą nad rzeką Ponorką (Ponorą), prawym dopływem Horynia, na wschód od Zasławia, na południowy zachód od Szepetówki, na północny wschód od Hrycowa, na południe od drogi terytorialnej T 2313 i na zachód od drogi krajowej N25 (dawna R05). Znajduje się tu przystanek kolejowy Żyłynci, położony na linii Szepetówka – Tarnopol.

## Historia
Miejscowość wzmiankowana w 1581 jako wieś na terenie włości zasławskiej w województwie wołyńskim Rzeczypospolitej Obojga Narodów.
W 1601 r. wzmiankowana jako własność Janusza Zasławskiego.
W 1589 i 1617 r. wieś została splądrowana przez Tatarów. 
W l. 1629, 1648 Zieleńce liczyły 16 dymów, w 1650 r. – 6 dymów, a w l. 1655-1658 – 5 dymów.
W 1791 r. dziedzic wsi, Paweł Bejzym, ufundował drewnianą cerkiew św. Michała Archanioła.
18 czerwca 1792 w pobliżu wsi odbyła się bitwa pod Zieleńcami, zakończona zwycięstwem wojsk polskich i upamiętniona ustanowieniem Orderu Virtuti Militari przez króla Stanisława Augusta Poniatowskiego.
W XIX w. leżały w gminie Szepetówka w powiecie zasławskim, w guberni wołyńskiej. 
W 2 poł. XIX w. Zieleńce były własnością Marii Potockiej i liczyły 66 domów. Mieszkało tu 539 prawosławnych i 165 katolików. Na początku XX w. we wsi było 79 domów i 445 mieszkańców.